# Clarisse Ratsifandrihamanana
Clarisse Andriamampandry Ratsifandrihamanana de son vrai nom Clarisse Hortense Ravaoarisoa Andriamampandry est une poétesse et écrivain d'expression malgache. Elle est née le 5 décembre 1926 à Fénérive-Est. Elle est morte à Antananarivo le 28 juin 1987. 

## Biographie
Un livre sur la biographie de Clarisse est sorti en 2022 . Cet œuvre est co-écrit par ses enfants Lisy Zarasoa Ratsifandrihamanana et Lila Hanitra Ratsifandrihamanana. 
Mariée au Dr Henri Ratsifandrihamanana en 1946, elle a eu huit enfants. Clarisse Ratsifandrihamanana avait commencé à écrire très jeune, mais elle ne s'était véritablement consacrée à la littérature qu'après le décès de sa troisième fille en 1950.
Auteur inscrit au programme scolaire et universitaire, Clarisse Ratsifandrihamanana a reçu sept prix littéraires, était membre de l'Académie Malagasy et a été élevée au rang de Commandeur de la Légion d'Honneur. 
Son style littéraire est très diversifié : romans, nouvelles, poèmes, théâtre, contes, essais, pensées... Elle s'était surtout fait connaître dans le domaine de la littérature engagée. Toutefois elle a également écrit sur des thèmes très diversifiés tels que l'amour, l'amour filial, les chroniques, la nature et a, à son actif, plusieurs essais, présentés a l'Académie Malagasy.
L'ensemble de son œuvre, constitué de 23 ouvrages édités et d'une dizaine de manuscrits inédits, est l'une des plus riches productions de la littérature malgache. Ses œuvres les plus connues sont * Ny Zanako, I et II (roman) ; * Lavakombarika (nouvelles) ; * Salohy (recueil de poèmes). Ont été édités récemment:* Ramose (roman) ;* Lohataona sy Ririnina (roman); Ikalomanga (roman).

## Prix littéraires
- Amboara (Recueil de poèmes) : 2e prix de poésie offert par la Municipalité d’Antananarivo, 1960
- Fahavaratra (Roman) : Prix Akbaraly 1964
- Tamberintany (Roman) : 1er prix offert par l’AJEM (Association des Journalistes de Madagascar) , 1966
- Ny Zanako (Roman), 1er Prix offert par le Syndicat des Professeurs Malgaches (1970)
- Taratasy misokatra ho an’i Lobo (Nouvelle) : 1er Prix offert par les Organisations Démocratiques de Madagascar, 1973
- Tany vao (Roman) : 2e prix offert par le Ministère de la Culture, 1979
- Velanangano (Pièce théâtrale) : 1er prix offert par le Ministère de la Culture, 1979[3].

## Publications

### Romans
- Fahavaratra (écrit en 1948, publié  en 1969) ;
- Tamberintany (écrit en 1966, publié en 1972) ;
- Ny zanako, Tomes I –II (écrits en 1966, publié en 1970) ;
- Lohataona sy ririnina (écrit en 1970) ;
- Ramose (écrit en 1970, publié en 2006)

### Nouvelles
- Lavakombarika (écrites en 1965, publié en 1974) ;

### Recueil de poèmes
- Salohy (écrits entre 1950 – 1970, publié en 1970) ;
- Aritory (Poèmes engagés écrits entre 1968- 1975, publié en 1977) ;
- Pitik’onja (recueil de pensées en vers, publié en 1994)

### Pièces théâtrales
- Velanangano (écrit en 1967, publié en 1980)

### Contes pour enfants
- Ravahiny (1975);
- Rampandova nitady fahanginana (1975) ;
- Ilandivola (1976) ;
- Izay nahatonga ny tany ho boribory (1976);
- Inosivolafotsy sy Rakotrokotrodrano (1976) ;
- Indrianjaka sy Itoerantsimisimaty (1976) ;
- Izay nahatonga ny tany ho boribory (1976) ;
- Inosivolafotsy sy Ivongambola (1977) ;
- Irojo tsy nety afa-po (1977) ;
- Ifelamboahangy (1977) ;
- Ifarazoky sa Ifarazandry (1977)[4]

## Œuvres inédites);
- Tany vao (roman écrit en 1978) ;
- Aritory (roman)
- Taratasy misokatra (nouvelles) ;
- Taratra (recueil de poèmes en 2 volumes) ;
- Ratompokovavy (Pièce de théâtre, joué en 1971) ;
- Tao Afrika Atsimo (Pièce de théâtre) ;
- Moa misy trano (Pièce théâtre) ;
- Famonjena (théâtre) ;
- Tohi-vakana (recueil de pensées) ;
- Recueil de mots d’enfants;
- Recueil d’Essais présentes à l’Académie Malagasy.

## Organisations littéraires
- Membre de l’Union des Poètes et Ecrivains Afro-Asiatiques
- Membre de l’UPEM (Union des Poètes et Ecrivains de Madagascar)
- Membre de la KOMAAA (Comite des Ecrivains Malgaches pour le développement de la littérature  Afro-Asiatique)
- Membre fondateur de la FIMAMIRE (Organisation des Ecrivains et artistes en soutien à la révolution malagasy)
- Membre de l’Académie Malagasy (à partir de 1975)[5].

## Participation à des rencontres internationales et des symposiums littéraires
- Leningrad (1971) : célébration du 150e anniversaire de Pouchkine
- Kazakhstan (1973) : Ve Conférence des écrivains afro-asiatiques
- Arménie (1973) : Symposium de Poésie
- La Réunion (1975) : Année internationale de la Femme
- Russie (1977) : visite
- Angola(1979) : VIe Conférence des écrivains Afro-asiatiques
- Ile Maurice (1979) : réunion internationale des écrivains organisée par l’Union des Ecrivains mauriciens
- Georgie (1980) : invitée au Palais de repos et de création de l’Union des écrivains soviétiques
- Mongolie (1980) : rencontre des Ecrivains Afro-asiatiques
- Vietnam, Kampuchéa (1980) : Réunion de l’union des ecrivains afro-asiatiques
- 1983 : Algérie (Rencontre des écrivains arabes et africains)
- 1984 : Ouzbekistan, Bulgarie (rencontre des écrivains afro-asiatiques)
- URSS (rencontre soviéto-malgache)
- 1985 : Allemagne (visiteur international)
- Corée (1986) : rencontre des écrivains Afro-asiatiques
- 1987 : Symposium international des Poètes et Ecrivains contre l’apartheid, Congo Brazzaville

## Décorations honorifiques
- 1977 : Chevalier de l’Ordre national
- 1982 : Officier de l’Ordre national
- 1987 : Commandeur de l’Ordre national

## Activités socio-professionnelles
- Travail à la Province d’Antananarivo (1951 – 1954)
- Élue Conseillère Municipale de la Ville d’Antananarivo (1968)
- Professeur de malgache au Collège Rasalama (1968 - 1973)
- Élue Diacre à l’Église de Jésus Christ,  FJKM Andrainarivo (1972)
- Membre du Parti AKFM (Parti du Congrès pour l’Indépendance de Madagascar)
- Membre de la Fifanampiana Malagasy (Comité de Solidarité Malgache)[5].

## Formation
- Études primaires à l’École de la Mission Protestante (Anjiro), puis à l’École Publique Fenoarivo Est
- Études secondaires à l’Internat de Jeunes filles d’Avaradrova (1940-1943)
- Études à l’École Normale Ambavahadimitafo et obtention de la CAE en 1944.
- Obtention d’un Diplôme commercial de sténo-dactylographie en 1953.
- Préparation de la Capacité en Droit à Befelatanana (1961) et obtention du diplôme en 1964.

## Vie personnelle et lieux de résidence
Née à Fenoarivo Est (1926), Clarisse A. Ratsifandrihamanana a passé son enfance et sa jeunesse dans des localités éloignées de différentes provinces de Madagascar, où son père le Docteur Pierre Andriamampandry était en poste. Elle a ainsi vécu à Anjiro (1928), Vatomandry (1932), Fenoarivo Atsinanana (1933), Fenoarivo (1935), Ihosy (1940), Tolongoina (1942), Fianarantsoa (1943), Ambohijanaka (1944).
Après son mariage en mars 1946 avec le Docteur Henri Ratsifandrihamanana (1921-1982), Clarisse A. Ratsifandrihamanana a vécu à Besalampy (1946), puis à Badjini, Grande Comore (1947), où son mari était en affectation disciplinaire, à la suite de la rébellion anticolonialiste de 1947. Revenue à Madagascar, elle a suivi son mari à Mitsinjo (1948) avant de rejoindre la capitale Antananarivo (1949) où sa troisième fille est décédée en 1950.  Elle a rejoint son mari en formation doctorale à Paris, France, en 1955, puis l’a accompagné dès son retour à Madagascar à son poste d’affectation à Marovoay (1956). En 1958, la famille s’est définitivement installée dans la capitale, Antananarivo.
Clarisse A. Ratsifandrihamanana a été mère de 8 enfants (notamment la femme politique et diplomate Lila Hanitra Ratsifandrihamanana) dont 4 actuellement vivants.